# Амбруш, Золтан
Золтан Амбруш (венг. Ambrus Zoltán; 22 февраля 1861, Дебрецен — 28 февраля 1932, Будапешт) — венгерский писатель, эссеист, драматург и переводчик. Член-корреспондент Венгерской академии наук.

## Биография
После окончания гимназии, в 1877—1881 изучал право в Будапештском университете. В 1879 умер его отец, оставив 18-летнему сыну заботы о семье. Амбруш стал работать преподавателем, затем — театральным критиком, помещал статьи в прессе (Fovárosi Lapok, Pesti Napló и Budapesti Szemle).
Литература привлекала Золтана Амбруша больше, чем юриспруденция, поэтому в 1885 он уехал в Париж, где изучал филологию и историю французской литературы в Коллеж де Франс и Сорбонне.
После возвращения на родину стал одним из сотрудников журнала Hét в Пеште. Его перу принадлежит большое количество рассказов.
В 1900 редактировал журнал Új Magyar Szemle. В 1917—1922 — директор Национального театра.

## Творчество

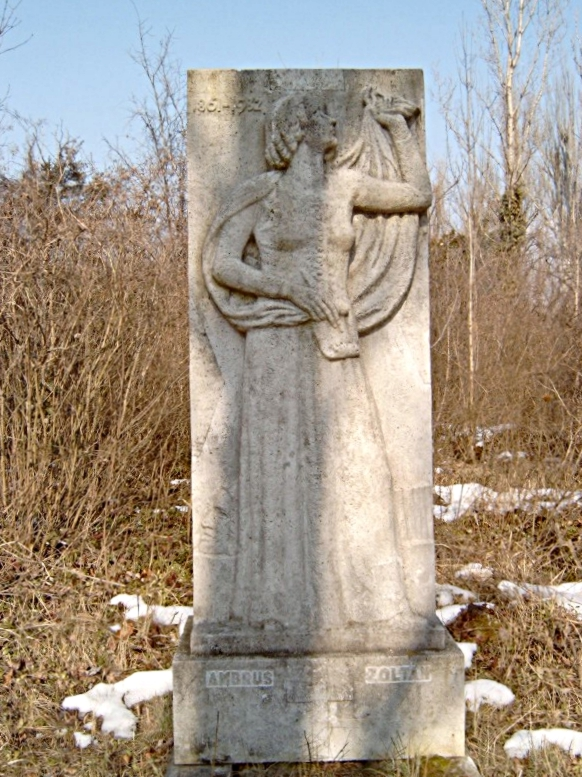
Памятник на могиле Золтана Амбруша

Золтан Амбруш — представитель венгерского романтизма и реализма. Тонкий эссеист, один из создателей распространившегося на рубеже веков венгерского «романа карьеры» многое почерпнул из французской «экспериментальной» и психологической прозы, у Ренана и Франса, преемник традиций французской литературы XIX века. Ввел в венгерскую литературу тип французского психологического романа.
Трезвая аналитичность помогла Амбрушу избавиться от сентиментальных народно-национальных «фикций» (по его же слову). Но она ещё не принесла порыва «ввысь»: не идеализирующей, а утверждающе-идеальной мечты.
Автор нескольких драматических произведений, опубликованных в журнале «Нюгат», романов, повестей, эссе и рассказов, собранных в шестнадцати томах.
Перевел ряд произведений французских авторов, в том числе, Бальзака, Флобера, Мопассана , Анатоль Франса, Виктора Шербюлье и др.

## Избранная библиография
- Giroflé és Girofla (1901)
- Berzsenyi báró és családja (1902)
- Midás király I—II. (1906)
- A tóparti gyilkosság
- A türelmes Grizeldisz (ISBN 963-15-1136-7)